# Haukadalur (Ísafjarðarbær)
Pour les articles homonymes, voir Haukadalur.
Haukadalur (vallée du faucon en islandais) est une vallée se trouvant près de Þingeyri, dans les Fjords de l’ouest (Vestfirðir).